# チャンスだピンチだ
『チャンスだピンチだ』は、1969年4月9日から1972年3月29日までNHK総合の毎週水曜18:20 - 18:45（JST）に放送された、子供向けのクイズ番組である。カラー放送。

## 概要
毎回2組の小学生が学校単位で参加し、様々なクイズで競う番組である。おもいで酒が大ヒットする前の小林幸子（当時15歳）が司会の一人だった。

## 出演者
司会
- 増田貴光（全回、パイロット版のみ"増田元臣"名義で出演）
- 小林幸子（1969年3月21日 - 1970年4月29日）[4]
- 狩野恵子（1970年5月6日 - 1972年3月29日）

レギュラー
- 坂本新兵

出題者
- 矢島正明（「ドン・ズバリ」氏[5]）

## 問題イラスト
- 飯塚よし照（次番組『あなたに挑戦!』の問題イラストも担当）

## 再放送など
再放送
1969年度は再放送されなかったが、1970年度は月曜17:10 - 17:35、1971年度は木曜17:05 - 17:30で、それぞれ再放送された。
休止
- 1971年7月23日から同年8月13日の4回分は、この時期、増田が同じく当時司会を担当していた民放の他番組の収録中に体調不良を訴え突然番組を降板する騒動を起こした影響から、番組の放送自体を中止とする措置が採られた。その間は代替として名古屋章らのナレーションによる海外取材フィルムなどを放送した。
- その他、大相撲中継の時は休止となった。